# Ein Baum und seine Zweige
Ein Baum und seine Zweige (Bengalisch: শাখা-প্রশাখা, śākhā-praśākhā) ist ein indischer Spielfilm von Satyajit Ray aus dem Jahr 1990.

## Handlung
Anandamohan Majumdar ist durch bloße ehrliche Arbeit zum geachtetsten Bürger seiner Stadt geworden, die bereits vor 10 Jahren nach ihm in Anandapur umbenannt wurde. Er lebt mit seinem 93-jährigen senilen Vater und seinem zweitältesten Sohn Proshanto, der nach einem Unfall geistesgeschädigt ist, zusammen. Seine drei anderen Söhne arbeiten in Kolkata in guten Positionen. Anandamohan ist davon überzeugt, dass man durch Ehrlichkeit und harte Arbeit es zu etwas bringen kann und seine Söhne genau so wie er handeln; seine Maximen lauten Work is worship (Arbeit adelt) und Honesty is the best policy (Ehrlich währt am längsten).
Zur Feier seines 70. Geburtstages erleidet er auf einer ihm zu Ehren gehaltenen, öffentlichen Festveranstaltung der Stadt einen Herzinfarkt. Seine Familie, bestehend aus seinem ältesten Sohn Probodh mit Frau Uma, seinem dritten Sohn Prabir mit Frau Tapati und dem 5-jährigen Enkel Dingo sowie dem jüngsten Sohn Protap, reist aus Kolkata an. Sie bleiben eine Woche, während der Anandamohan das Bett hüten muss.
Schnell treten die Charaktere der Söhne zutage. Beim Abendessen bezichtigt Probodh Prabir, ein Spieler zu sein und beim Pferderennen sein ganzes Geld verwettet zu haben. Prabir beschuldigt Probodh der Steuerhinterziehung, um den ausschweifenden Lebenswandel seiner Familie finanzieren zu können. Die gegenseitigen Anschuldigungen stellen sich als wahr heraus, denn Ehrlichkeit zahlt sich nicht aus. Proshanto leidet darunter, dass die anderen arbeiten und er zum Nichtstun verdammt ist. Protap hat seinen Job gekündigt und sich einer Theatergruppe angeschlossen, nachdem er festgestellt hat, dass sein Firmenpartner im großen Stil Bestechungsgelder von Geschäftspartnern fordert. Bei einem Picknick klärt er seine Brüder darüber auf, denn er ist gegen Korruption.
Den Besuch beim Vater erfüllen die Brüder eher als Pflichtaufgabe, denn aus innerer Überzeugung. Besonders deutlich wird die Charakterlosigkeit der Brüder auch durch ihre Gleichgültigkeit gegenüber ihrem 93-jährigen, völlig senilen Großvater. Sie machen sich nicht einmal die Mühe, ihn in seinem Zimmer, wo er von einem Pfleger bewacht wird, zu besuchen.
An Tag der Abreise erzählt Dingo seinem Großvater, was er in der Woche über ehrliches und unehrliches Geld erfahren hat. Anandamohan ist zutiefst schockiert und seine anfängliche Begeisterung für seine Söhne ist verflossen. Als nach der Abreise der anderen Proshanto erstmals zu seinem Vater geht, ist dieser mit Tränen in den Augen glücklich, dass er „wenigstens noch einen unverdorbenen Sohn“ hat.

## Hintergrund
Die Herstellung dieses Films wurde von Gérard Depardieus Firma D. D. Productions mitfinanziert. Satyajit Ray trat mit der Verfilmung dieses Originaldrehbuchs nach der Henrik-Ibsen-Adaption Ganashatru (1989) erneut als Autorenfilmer hervor. Nach seinem eigenen Herzinfarkt im Jahre 1984 war er zwar gesundheitlich angeschlagen und fast nur auf Studioproduktion beschränkt, jedoch gelang ihm mit diesem Film ein Kammerspiel, das neue und alte Werte der Geschäftswelt gegenüberstellt und Einblick in die Abgründe einer nach außen makellos wirkenden Familie gestattet.

## Kritiken
„Eine autobiografisch getönte Familiensaga über die alltägliche Korruption nicht nur in der indischen Gesellschaft. Das in langsamem Rhythmus inszenierte, bei aller Trauer hoffnungsvoll ausklingende Alterswerk des Moralisten Ray offenbart die Kluft zwischen den Generationen und das Ungesagte, das Unverständnis hinter den Worten.“